# Daihatsu Taft

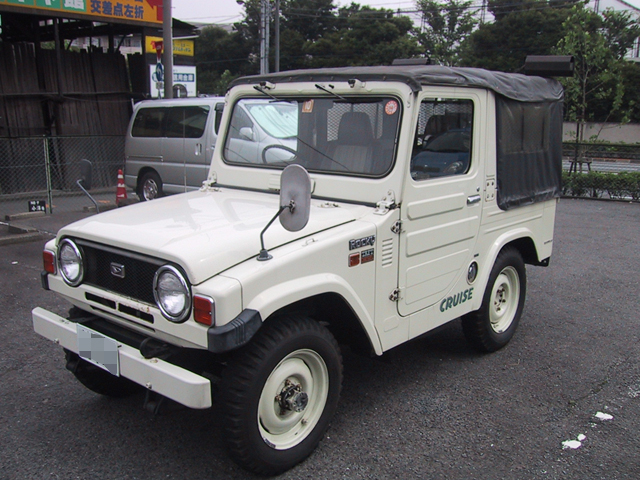
Taft F20

Der Daihatsu Taft, für den Export auch Daihatsu Wildcat genannt, oder in manchen Ländern über Fremdproduktion als Daihatsu F-Serie oder Daihatsu 1600 bekannt geworden, ist ein Geländewagen der japanischen Automobilmarke Daihatsu.

## Geschichte
Das Auto wurde von 1974 bis 1984 gebaut und war das erste Fahrzeug der Marke Daihatsu, das in Deutschland verkauft wurde.
Angeboten wurden der Taft mit einem Viergangschaltgetriebe in den Varianten F10 (F10L mit Verdecktüren, F10LV mit Metalltüren) mit Ottomotor, 45 PS (33 kW) und 1,0 Liter Hubraum, F20 (F20L mit Verdecktüren, F20LV mit Metalltüren) mit 1,6 Liter Hubraum und 66 PS (49 kW), F50 (F50L mit Verdecktüren, F50LV mit Metalltüren) mit Saugdiesel mit 61 PS (45 kW) und 2,5 Liter Hubraum und als F60 (F60L mit Verdecktüren, F60LV mit Metalltüren) mit 2,8-Liter-Saugdiesel und 69 PS (51 kW). Der 1,6-Liter-Ottomotor und beide Saugdiesel wurden auch mit Fünfgangschaltgetriebe angeboten. Die Bezeichnung änderte sich dabei in F25, F55 und F65.
Auf den Profilrahmen war die Karosserie aufgeschraubt. Wie viele ältere Geländewagen hat der Taft Starrachsen an Längsblattfedern vorne und hinten, jeweils mit Teleskopstoßdämpfern. Es gab einen zuschaltbaren Allradantrieb ohne Mitteldifferential und eine Geländeuntersetzung. Die Achsdifferentiale lassen sich nicht sperren.
Ab 1980 wurde das Modell auch als Toyota Blizzard produziert. 1984 wurde der Taft vom Daihatsu Rocky abgelöst. Auf manchen Märkten wurde der Name Taft bis ins Jahr 2007 hinein verwendet.
In Österreich trug der Taft den Modellnamen Daihatsu Pionier.